# Левик, Джордж
Джордж Мю́ррей Ле́вик (англ. George Murray Levick; 3 июля 1876 — 30 мая 1956) — английский врач, биолог и педагог. Участник экспедиции «Терра Нова».
С 1902 года зачислен в Королевский ВМФ Великобритании в качестве судового врача. Служил на базах в Средиземноморье и на учебных судах; уже в этот период проявил склонность к биологическим исследованиям и педагогике (занимаясь вопросами физического развития кадетов). В 1910 году нанялся врачом в южнополярную экспедицию Р. Скотта, в которой сразу же был включён в отдельную партию лейтенанта Кемпбелла (вместе с Левиком в ней оказался геолог Реймонд Пристли). Команда из шести человек успешно зазимовала на мысе Адэр. Левик смог получить множество сведений о социальном поведении пингвинов Адели, примерно на полвека опередив современную биологию пингвиновых. Полярным летом 1911—1912 годов предполагалось совершить короткое исследование побережий в районе ледника Дригальского, но из-за рано наступившей зимы партия Кемпбелла была вынуждена провести незапланированную зимовку в ледяной пещере на острове Инэкспрессибл. В октябре — ноябре 1912 года полярники смогли своими силами пройти более 320 миль до основной базы на мысе Эванса и возвратились в полном составе.
По результатам своего путешествия Джордж Мюррей Левик опубликовал несколько статей и книгу о пингвинах. Служил в Королевском военно-морском флоте во время Галлиполийской операции 1915 года. В 1916 году демобилизован в звании врача-коммандера, далее служил физиотерапевтом в детской больнице. Основатель Британского школьного исследовательского общества, которое возглавлял в 1932—1950 годах. Во время Второй мировой войны был вновь призван во флот как эксперт по выживанию, тренировал коммандос. Поскольку Мюррей Левик не являлся публичной персоной, после кончины он быстро оказался забыт, только после 2000-х годов были опубликованы исследования на основе его дневников и научных заметок. В 2019 году вышла первая биография учёного.

## До путешествия в Антарктиду (1876—1910)
Мюррей Левик (именно такое именование он предпочитал в зрелые годы) появился на свет 3 июля 1876 года в Ньюкасл-апон-Тайне в доме инженера-строителя Джорджа Левика и его супруги Джинни, урождённой Соуэрби. В семье, помимо Левика, также были старшие сёстры Руби и Лорна. О его детских и юношеских годах не сохранилось вообще никаких сведений. В 1902 году он окончил практическое изучение медицины в больнице св. Варфоломея и сразу же подал заявку в Королевский военно-морской флот Великобритании. 26 ноября того же года Левик был зачислен на службу в звании судового врача.
Его первое назначение было на одну из флотских баз в Средиземном море (в Сардинии), где он занялся изучением путей заражения бруцеллёзом. Левик впервые продемонстрировал склонность идти на риск, когда с целью доказательства, что возбудитель не содержится в моче инфицированного человека, сам выпил мочу одного из пациентов. Таким же образом он исследовал передачу бруцеллёза через кровь пациентов и комаров как переносчиков (имея опыт заболевания малярией). Результаты экспериментов были опубликованы в 1905 году в «British Medical Journal». В 1908 году Левик был переведён врачом в Шотли на учебный блокшив «Ганг», на котором заинтересовался вопросами физического развития юных курсантов и диетологией. В это время доктор Левик прославился как игрок в регби и стоял у истоков создания Royal Navy Rugby Union. В 1910 году он был произведён в штабные врачи.
Интерес Левика к участию в антарктической экспедиции, вероятно, объяснялся его непродолжительной службой на крейсере «Эссекс» под началом Роберта Скотта, а также тем, что его сослуживцем был врач Алистер Маккей, участвовавший в южнополярном предприятии Шеклтона и покоривший Южный магнитный полюс. В результате Мюррей Левик подал заявку — одну из восьми тысяч — и был зачислен в штат Британской антарктической экспедиции на ставку судового врача и по совместительству зоолога; по просьбе Р. Скотта Адмиралтейство предоставило ему отпуск вместе с коллегой Эдвардом Аткинсоном.

## Три года в Антарктиде (1910—1913)

### Путь на мыс Адэр
В судовой роли на «Терра Нове» Левик занимал более высокое положение, нежели Аткинсон. Их поселили в офицерском отсеке вместе с Отсом, каюты этих троих находилась напротив капитанской. Скотт пренебрежительно отзывался о Левике в своём дневнике, называя его «безынициативным» и признавая «тугодумом». Напротив, Фрэнк Дебенхэм отмечал, что характер Левика был флегматическим, он был всегда невозмутим и не спешил оценивать ситуацию с эмоциональной точки зрения. Его навыки спортсмена и фотографа постепенно изменили и отношение капитана Скотта. Во всяком случае, во время морского перехода он входил в число постоянных партнёров Роберта Скотта по бриджу. Тем не менее он не выделялся среди прочих членов команды и лишь периодически упоминался в личных дневниках и экспедиционных отчётах. Капитан Скотт сразу назначил Левика в отдельную команду лейтенанта Виктора Кемпбелла (в её состав входил и геолог Реймонд Пристли), которая по первоначальному плану должна была автономно работать на Земле Эдуарда VII. За три недели перехода во льдах Левик более или менее научился стоять на лыжах, активно занимался набивкой чучел морских птиц и брал у Понтинга уроки фотодела, несмотря на нежелание последнего. На Рождество доктор писал в дневнике, что устал от восьмимесячного перехода через три океана и «ненавидит море». В дневниковой записи от 2 января 1911 года Левик мрачно сообщал, что после всех проволочек и перерасхода угля высадка отдельного научного отряда становится проблематичной.
После высадки на мысе Эванса Левик был включён в отряд по разгрузке снаряжения. 15 января он совершил восхождение на Эребус по южному склону; этот маршрут считался относительно лёгким и безопасным. Между 16—21 января его вместе с Кемпбеллом и Пристли направили на мыс Ройдс для инспекции зимовья Шеклтона; они также рассчитывали забрать оттуда часть снаряжения для собственной партии. Путешественники впервые перебирались через ледниковые трещины и шагали по морскому льду. 26 января «Терра Нова» с командой Кемпбелла отправилась на мыс Баттер-Пойнт, где геологи исследовали ледник, а Левик учил коллег охотиться на тюленей. После поворота на восток, 29 января барк зашёл на мыс Ройдс, где заготовили 20 пингвинов для зимовщиков Скотта, а также забрали необходимое снаряжение. Далее всё внимание экспедиционеров было приковано к поиску Китовой бухты; Левик не делал записей в дневнике. Крайней точкой высадки было 3 февраля; дата определялась запасом угля, обеспечивающим возвращение судна в Новую Зеландию, и состоянием льдов. 1 февраля разразился буран, обледенивший все снасти, видимость не превышала 50 ярдов. Температура упала до того, что фотопластинки Левика замёрзли в проявочном растворе, а при попытке их оттаивать разбились. 4 февраля в Китовой бухте обнаружился «Фрам» — экспедиционное судно Амундсена. Пристли, Левик и Кемпбелл надели лыжи и навестили норвежскую базу «Фрамхейм». Норвежцы, в ответ посетившие англичан в кают-компании «Терра Новы», удостоились в дневнике Левика определения «суровых, но благородных». Далее доктор писал, что на будущий год состоятся «одни из самых захватывающих гонок в мире»; правда, он ошибочно считал, что Амундсен пойдёт к леднику Бирдмора. Метеоролог Уилфрид Брюс и Левик убедили командира, что высаживаться рядом с норвежской базой будет неэтично. 5 февраля Кемпбелл поспешил на мыс Эванса сообщить Скотту о конкурентах. Левику и унтер-офицеру Фрэнку Вернону Браунингу пришлось проделать 4 мили по гладкому морскому льду, чтобы доставить табак и некоторые припасы для будущего склада экспедиции Скотта.

### Зимовка на мысе Адэр
9 февраля Северная партия (как она отныне именовалась) отбыла на мыс Адэр; из-за сильнейшего шторма барк был отброшен от точки назначения более чем на 100 миль. Высадка произошла в три часа ночи 13 февраля. Далее пришлось за три дня перебросить 30 тонн припасов и разобранный дом, возведением которого занялся судовой плотник Дэвис. Левик обнаружил, что гравий, на котором будет возведён экспедиционный дом, загажен помётом пингвинов и попытался избавиться от него, обрабатывая площадку хлоридом кальция, от чего временно лишился зрения. 16 февраля экспедиционное судно покинуло мыс. Обустройство заняло много времени (теплоизоляция и отделка дома падала на самих зимовщиков), вдобавок было нужно заготовить припасы. 1 марта Пристли обустроил из ледяных блоков мясной склад, куда положили 40 туш пингвинов. Экспедиционеры распределили роли: лейтенант Кемпбелл занимался астрономическими и магнитными наблюдениями, Левик заведовал складом, фотографировал и занимался зоологией. По своей прямой специальности он почти не имел занятий, лишь однажды удалив у Кемпбелла больной зуб. Пристли продолжал изучать геологию, его ассистентом назначили Браунинга, который также был помощником повара и оператором газового генератора, вырабатывающего осветительный ацетилен. Унтер-офицер Джордж Перси Эббот был разнорабочим, а бессменным коком и пекарем — рядовой Гарри Дикасон.
Самой тяжёлой обязанностью зимовщиков были метеорологические вахты. Снятие показаний приборов производилось каждые два часа, что во время зимних бурь бывало опасно для жизни. От зимовья до метеобудки было около 800 ярдов, на которые протянули направляющий фал. Левику также приходилось ассистировать во время магнитных наблюдений Кемпбелла, в том числе в сильные морозы. Вахту Левика поставили на период от двух до четырёх утра, а поскольку он её пропускал, 17 мая Браунинг презентовал будильник собственной конструкции, над которым работал в хижине Борхгревинка. Это был так называемый «Карузофон»: размеченная свеча с точно выверенным временем горения запускала граммофон с арией в исполнении Карузо. 27 марта Левик попытался провести траление морского дна с норвежского каяка, но улов был крайне невелик, и больше морской биологией он не занимался. Когда началась полярная ночь, Левик стал регулярно исследовать физическое состояние своих товарищей, начав с динамометра, а также проводил еженедельное взвешивание. Он настаивал на ежедневных проветриваниях помещения, даже в сильные морозы. Кемпбелл перед завтраком бегал на воздухе в любую погоду, а далее в хижине Борхгревинка установили боксёрскую грушу; кроме того, Эббот сделал из жестяных сухарных коробок шлемы и какое-то подобие рапир, чтобы было можно фехтовать. По воскресеньям Левик и Кемпбелл проводили церковные службы. Поскольку в апреле наметился конфликт между Пристли и Кемпбеллом (Пристли единственный не имел отношения к флоту и не курил, а Кемпбелл был груб в обращении, маскируя нерешительность), доктор внимательно отслеживал поведение членов команды и выступал миротворцем. Впрочем, судя по дневнику Кемпбелла, левиковский педантизм немало его раздражал.
Полярная ночь наступила 15 мая. Кемпбелл считал лучшим средством от депрессии размеренный суточный ритм труда и отдыха. Мытьё и прочие гигиенические процедуры полагались раз в неделю; вдобавок лейтенант приказал всем обтираться снегом по утрам. Обычно наружные работы ставили между 8 и 13 часами, после обеда производились работы в помещении. После пятичасового чая и ужина в семь было свободное время; Левик часто играл с Кемпбеллом в шахматы. По воскресеньям проводилась генеральная уборка, а повару давали лишний час на сон, поэтому распорядок сдвигался. Пища была достаточно разнообразной, включая также свежие припасы: добытых на зимовке тюленей, пингвинов и поморников. По субботам полагался стакан хереса или портвейна под традиционный флотский тост «За жён и возлюбленных!» Торжественно был отпразднован День середины зимы (22 июня) — участникам экспедиции полагалось шампанское, бренди, засахаренные фрукты, сигары и подарки из дома. В июле Левик добился того, чтобы Эббот и Дикасон сменяли друг друга на кухне через три дня, дабы у кока было достаточно времени набрать физическую форму для весенних санных походов.

### Весенне-летние походы. Пингвины

#### Весна
Пристли, Кемпбелл и Эббот попытались совершить санный поход ещё 29 июля, как только взошло Солнце. Несмотря на снаряжение, учитывающее опыт Шеклтона, сильные штормы и морозы не позволили продвинуться далее острова Дьюк-оф-Йорк. Они вернулись сильно истощёнными и помороженными 4 августа, когда Левик, оставленный главным на базе, испытывал беспокойство. Тем не менее 8 августа Левик вместе с Пристли и Эбботом выступили к брошенному лагерю группы Кемпбелла, чтобы забрать снаряжение и образцы, а также потренировать врача в установке палатки на морозе и при сильном ветре. 11 августа они благополучно возвратились, однако Эббот заработал приступ коленного ревматизма. 15 августа налетел ураган такой силы, что зимовщики сомневались, устоит ли их жилище. В тот день складское помещение Борхгревинка лишилось кровли, отброшенной ветром на 20 ярдов прочь. Именно в эти дни в дневнике Левика появляется следующая запись: «Прочитал всё, что смог найти о пингвинах… Меня обуревает намерение тщательно их изучить и написать после возвращения книгу». Ллойд Спенсер Дэвис отмечал, что поначалу зоологические записи Левика ничем не примечательны, поскольку в феврале 1911 года закончился сезон гнездования, птенцы оперились, а взрослые особи начали миграцию; в дневнике от 18 февраля Левик подсчитал, что на мысе осталось не более 1500 особей пингвинов Адели. К 12 марта птенцов не осталось вообще, взрослых насчитывалось около 300; последних шестерых пингвинов доктор наблюдал 6 апреля и убил на еду четверых. Вновь эти птицы появились только 19 сентября, когда Левик заметил четверых императорских пингвинов на самом мысе Адэр и убил их всех.
В результате неустойчивой погоды зимовщики смогли выйти в геологический поход только 8 сентября, имея припасов на десять дней. Левик вновь остался на базе вместе с Браунингом. 13 сентября они решили пройти для фотографирования ледника и гор и в восьми милях от базы встретили Эббота, отправленного за лыжными ботинками. Далее разразился сильный шторм, который едва не погубил путешественников — если бы припай оказался взломан, они не смогли бы вернуться на базу и сообщить остальным своим товарищам. Группа Кемпбелла также пострадала от урагана. После возвращения им пришлось восстанавливаться не менее трёх недель, и следующий поход начался лишь 4 октября. Самостоятельный поход Левик (в компании Пристли, Браунинга и Дикасона) смог осуществить между 28 октября и 4 ноября, результатом его стали 400 фунтов геологических образцов. Левик обнаружил вымершее лежбище пингвинов и смог набрать нужное ему число костяков, шкур и даже мумифицированных туш, годных для музейной экспозиции. 7 ноября Пристли вновь отправился на остров Дьюк-оф-Йорк, оставив на базе Левика. Все эти месяцы команда работала на Пристли, который составлял геологическую карту региона. Левик продолжал свои наблюдения за птицами и убедился, что они чувствуют боль так же, как и люди. Пингвины вернулись на мыс Адэр в октябре; Левик препарировал тюленей (крабоеда и белого тюленя), а также набивал чучела императорского пингвина и редкого подвида Isabelline, к негодованию Пристли используя его кровать. Много времени занимало у него исследование социальных повадок этих птиц.

#### Зоологические наблюдения
Мюррей Левик завёл отдельную тетрадь, куда могли делать записи все участники команды, фиксируя наблюдения за пингвинами, другими птицами, тюленями, китами и прочими. На первом листе он поместил специальные правила:

1. Никогда не фиксируйте факта, если не уверены абсолютно. Если не совсем уверены, пишите: «Я думаю, что видел», вместо «Я видел», или «Я думаю, что это было», вместо «Это было». Обязательно поясните степень своего сомнения.
2. Наблюдая за животными, беспокойте их как можно меньше. Это особенно относится к прибывающим на мыс пингвинам, поскольку очень важно позволить им прижиться естественным образом без нашего вмешательства, а также к гигантским буревестникам, которые прошлой осенью стали пугливыми после того, как мы на них охотились.
3. Заметки о самых тривиальных вещах часто имеют большую ценность, но только если написаны со скрупулёзным вниманием к точности в деталях.

N. B. У нас есть все основания полагать, что птицы чувствуют боль так же сильно, как и мы, и лучше потратить полчаса, чтобы догнать и добить раненого поморника, чем позволить ему умереть медленной смертью.

Изучая колонии пингвинов, Левик обозначал их территорию бамбуковыми вехами с флажками разного цвета. «Группа А», помеченная красным флажком, располагалась на округлом холме, с трёх сторон окружённом озером талой воды. Изолированное пространство благоприятствовало изучению семейных пар пингвинов по отдельности; учёному даже удалось пометить пять пар краской. Соотнесённые с ними гнёзда также отмечались камнем, помеченным краской. «Группа B» гнездовалась у метеобудки. Врач и в этой группе пометил краской несколько пар, а также забрал свежеотложенные яйца из четырёх гнёзд, чтобы посмотреть на реакцию родителей. Его особенно интересовало, будут ли они откладывать яйца повторно. Видимо, доктору не удалось соблюсти второй пункт собственной инструкции, поэтому в дневнике «Группа B» упоминается спорадически. 27 октября в его дневнике отмечены факты, которые противоречили викторианской морали: пингвины не моногамны, а могут обмениваться партнёрами; кроме того, куски прозрачного кварца, применяемые в ритуале ухаживания, могут быть украдены. Поскольку назавтра он отбывал в санный поход, наблюдения за перемещениями кусочков кварца были возложены на Кемпбелла, который, вероятно, ничего нового не заметил или не относился к наблюдениям с должным вниманием.
Записи в дневнике Левика между 17—25 октября и 10 ноября 1911 года заклеены, замазаны чернилами или записаны кодом на основе греческого алфавита. После их расшифровки оказалось, что речь в этих фрагментах шла о смене партнёров пингвинами (в том числе, когда самцы, совершившие морской переход, набрасывались на самок, гнездящихся на берегу). В ноябре Левик был шокирован, наблюдая копуляцию пингвина-самца с мёртвым птенцом (гомосексуальная некрофилия), причём акт имел обычную длительность и заканчивался семяизвержением. Доктор рассказал об этом Браунингу, не ожидая, что ему поверят, но ассистент подтвердил, что тоже наблюдал некрофилию у пингвинов. Далее в записях доктора следует перерыв в 21 день, но из его опубликованных статей и книг известно, что он наблюдал за вылупившимися птенцами и взвешивал их, чтобы оценить эффективность рациона питания — криля. 6 декабря доктор Левик записал, как был свидетелем группового изнасилования самцами пингвинов Адели раненой самки, причём он был поражён до такой степени, что позвал Кемпбелла. Лейтенант не отразил в собственном дневнике этих наблюдений, вероятно, из моральных соображений, поскольку прежде охотно описывал повадки тюленей и пингвинов. Левик подытожил: «нет таких преступлений, которых бы не совершили эти пингвины».
Под новый, 1912 год команда Кемпбелла приводила в порядок окрестности зимовья, в частности, воздвигла камень с надписью на могиле норвежского зоолога Николая Хансона, похороненного здесь во время экспедиции Борхгревинка. 4 января прибыла «Терра Нова» под командой лейтенанта Пеннелла, который настаивал на скорейшем снятии отряда, поскольку льды были крайне неустойчивыми. Левику пришлось бросить пробы талой воды и две шкуры морских леопардов.

### Ледяная пещера

#### Высадка на берег и начало незапланированной зимовки
8 января экспедиционное судно прибыло в бухту Эванса залива Терра-Нова. Поскольку погода в 1912 году была значительно холоднее, сначала вообще не удавалось достигнуть побережья из-за сплочённых полей толстого льда. Тем не менее отряд Кемпбелла высадился, располагая двумя нартами со снаряжением и запасами, достаточными для 5 недель пути. По договорённости, береговой отряд должны были забрать на борт 18 февраля. В последний момент приняли припасов ещё на четыре недели, хотя Кемпбелл и считал, что это бесполезно, так как не существовало другого места для эвакуации. Вторая партия запасов включала пеммикан, 56 фунтов сахара, 24 фунта какао, 36 фунтов шоколада, 210 фунтов морских галет, немного мясного концентрата Oxo в кубиках, запасную одежду, оленьи шкуры для спальников, собачьи шкуры на рукавицы и бамбуковые вехи. Партия из шести человек была разделена на два отряда, чтобы совершить поход вглубь материка по леднику Дригальского, но из-за неточных инструкций партии Левика и Пристли разминулись; Кемпбелл страдал от голода и снежной слепоты. К 1 февраля геологи совершили несколько замечательных открытий, включая окаменелую древесину; теперь предстояло перевезти тяжёлые находки к побережью. Однако зима наступала слишком быстро, тогда как до прихода барка оставалось ещё две недели. 6 февраля команда достигла бухты Эванса. Здесь ещё было озеро талой воды, удалось убить тюленя Уэддела и не страдать от однообразия пайка и антисанитарии.
13 февраля начался непрерывный снегопад, который не позволял «Терра Нове» приблизиться к берегу. Пока люди спасались в палатке, Левик проводил с Эбботом и Браунингом дебаты, причём роли оппонента, пропонента и арбитра менялись. Темами диспутов были: «Разрешение каждому жителю Англии охотиться на кроликов на любой территории» (не поддержано общим голосованием), «Коммерческая авиация широко будет использоваться уже через пять лет» (не поддержано), «Белые люди не должны соревноваться с неграми в боксёрских поединках» (данное предложение было поддержано). Поддержали и тезис о налогообложении холостяков старше 28 лет. 29 февраля снежная буря закончилась, но Левик записал в дневнике, что если судно не заберёт их до 6 марта, то придётся зимовать в неподготовленных условиях, тогда как недостаток пищи ощущался прямо сейчас. Кемпбелл также писал, что условия в палатке становились всё более невыносимыми. Поскольку тенты обеих палаток рвались и подвергались ветровому износу, командир и врач обсудили зимнее убежище. Левик предлагал возвести надземное иглу с крышей из лыж и вех, изолированной снежными глыбами. Однако Кемпбелл настоял на том, чтобы выкопать ледяную пещеру. Выбранное место находилось на острове длиной 7 миль и в полмили шириной в двух милях к югу от лагеря в бухте Эванса (которую переименовали во «Врата Ада»). Пристли предложил для острова имя Инэкспрессибл. 3 марта Кемпбелл, Пристли и Дикасон, используя лыжные палки и геологические инструменты, начали копать убежище; при этом на них была летняя полярная одежда, а рацион питания включал одну галету в день. Левик не делал записей между 7 и 17 марта.
Когда прошёл последний срок возвращения корабля (17 марта), Левика, Эббота и Браунинга отправили добывать тюленей и пингвинов для питания зимой; попутно они должны были высматривать приближение «Терра Новы». До наступления полярной ночи удалось забить восемь тюленей и около сотни пингвинов, причём Левик отметил в дневнике, что для безбедной зимовки тюленей должно было быть, по крайней мере, двадцать. Во время урагана утром 18 марта сломались бамбуковые стойки палатки, и людей накрыло тентом. Чтобы не задохнуться, они вылезли наружу и пытались найти более тихое место. Передвигаться всё время приходилось на четвереньках; лица полярников были сильно обморожены. Спастись удалось в недостроенной пещере, после чего люди подкрепились шоколадом и сырой тюлениной. Левик отметил в дневнике, что после 26 февраля температура не поднималась выше −30 °F (−34,44 °C).

#### Семь месяцев на острове Инэкспрессибл
После новоселья в тесной ледяной норе (площадь её была 9 × 12 футов при максимальной высоте в пять футов) поддерживалась субординация: как и на зимовке на мысе Адэр, офицеры и рядовые располагались на противоположных сторонах, а Кемпбелл провёл линии по полу и стенам пещеры, обозначив личное пространство каждого. Левик называл убежище «мрачной дырой», единственным преимуществом которой было отсутствие ветра. Отапливаться и освещаться приходилось жировой лампой, дававшей обильную копоть и вызывавшую конъюнктивит у дежурного по освещению. Чтобы попасть в пещеру, требовалось спуститься по четырём ледяным ступеням, причём лаз был прикрыт тюленьей шкурой, державшейся на ледорубе. У подножья лестницы располагалась уборная, которая постоянно грозила зимовщикам обморожением. Из-за белкового питания (31 марта из желудка тюленя извлекли тридцать шесть непереваренных рыб) экспедиционеры страдали постоянной диареей и недержанием мочи, от этого периодически страдали брюки и нижнее бельё. Левик откровенно писал в дневнике 24 апреля, что обмочился во сне и промочил спальный мешок. Попытка использовать в жилой зоне импровизированный писсуар из консервной банки оказалась неудачной. Пол в пещере был засыпан галькой и гравием с побережья, покрыт сушёными водорослями и сверху были постелены палаточные пологи. Кухонный угол был обложен камнями. Всё это было пропитано экскрементами и жиром и издавало отвратительный запах. Использовать примус для готовки можно было только один раз в день, чтобы хватило керосина; самодельную жировую печь сначала сделали с верёвочным фитилём, но она заполняла дымом всё помещение. Наконец, удалось соорудить какое-то подобие капельной горелки с резервуаром для жира; она позволяла тушить мясо, но это занимало от 7 до 8 часов по времени. При хорошей тяге удавалось жечь жир в тюленьих костях, что уменьшало копоть. Однако при сильных бурях вентиляция отсутствовала, и людям угрожало удушье. Использование жировой печи и ламп приводило к таянию льда и снежной теплоизоляции, с апреля при готовке с потолка падали капли, а по ночам — и сосульки. Кемпбеллу и Левику в таких условиях пришлось завести специальный блокнот, чтобы вести «беседы», содержание которых не предназначалось для ушей рядовых или Пристли (9 записей от сентября и рисунок сохранились в архиве Университета Ньюфаундленда). Лейтенант Кемпбелл чётко объявил, что сказанное в кают-компании (обозначенной символическими линиями) не предназначено для квартердека, и наоборот. Пристли также поддерживал эти порядки. После ужина Левик читал вслух (в имуществе зимовщиков было шесть книг), выбор книги определялся голосованием. Начали с «Декамерона», который все нашли «невыносимо нудным». Гораздо больше нравился «Симон шут» Уильяма Локка. Начиная с 28 марта, Левик читал «Дэвида Копперфильда», которого удалось растянуть на два месяца. Несколько недель заняло и чтение биографии Стивенсона, написанной Грэмом Бальфуром. Левик даже попытался набросать приключенческий рассказ о жизни моряков средиземноморской эскадры.
От недостатка углеводов в рационе зимовщики постоянно испытывали чувство голода. От желудочно-кишечных проблем больше всего страдал Браунинг, он был не в состоянии переваривать мясо тюленей, даже сваренное в морской воде (соли у полярников не было). В дневнике Левика его состояние упоминалось более пятидесяти раз. Ответственным за лакомства (шоколад, галеты и табак) был Пристли, а Левик в этих условиях вёл диетологический дневник. Каждому полагалась в день 1 галета весом в две унции, в субботу выдавали две унции шоколада и ещё столько же каждую вторую среду. По воскресеньям выдавали сахарный паёк — 10 кусочков на неделю. У Кемпбелла был запас изюма, поэтому он превратил его выдачу в ритуал: по 10 изюминок каждому в последний день каждого месяца. Дополнительно его выдавали в дни рождения (Эббот 10 марта, Левик 3 июля, Пристли 20 июля и Кемпбелл 20 августа) и в день середины зимы. 25 мая Левик отказался от своей доли сладостей и галет, чтобы поэкспериментировать с состоянием своего здоровья. Он пришёл к выводу, что на стационарной базе можно продержаться только на мясе и жире, но неизвестно, как такой рацион скажется во время санных походов. В августе Кемпбелл перестал выдавать галеты, чтобы сохранить их до лета, в результате все, кроме Браунинга, стали страдать запорами. Заядлый курильщик Дикасон мучился от абстинентного синдрома, Кемпбелл и Левик иногда отдавали ему свои табачные порции. Табак закончился 23 сентября. Зимовщики не страдали от цинги и не фиксировали симптомы, характерные для группы Р. Скотта. Это объяснялось тем, что они употребляли печень и мозг тюленя, богатые витамином C. 10 июля во время кухонной вахты Эббот вместе с Левиком сильно повредили руки, разделывая замороженную тюленину. Левик обрабатывал их порезы хлоридом ртути, Эббот повредил сухожилие и занёс в рану инфекцию, однако врач не допустил ампутации.
Кэрол Лэмберт и Дон Уэбстер полагали, что классовое разделение и поддержание флотской субординации спасли психическое здоровье полярников, а также уберегли их от анархии в условиях, когда «ваш начальник блюёт, гадит под себя и мочится в спальный мешок» в непосредственной близости. Напротив, ужасы положения вызывали сочувствие и сплачивали людей. Зимой даже не было особенно серьёзных конфликтов, хотя Дикасон периодически возражал, когда Кемпбелл повышал голос. Иногда командир ссорился и с Левиком, но всякий раз ненадолго; однако к началу весны формализм лейтенанта стал раздражать геолога Пристли. Отношения геолога с врачом неясны, во всяком случае, Пристли почти не упоминал о Левике в книге «Антарктическая одиссея».

#### Возвращение на мыс Эванса
10 августа взошло Солнце, конец полярной ночи отпраздновали какао с сахаром, шоколадом, печенью и мозгами тюленя. Начиная со дня середины зимы, Кемпбелл возродил военно-морскую традицию хорового пения, которым отмечали памятные даты. По воскресеньям лейтенант читал всем Новый Завет и Псалтирь. С начала сентября команда стала больше времени проводить на воздухе, причём Левик считал, что их физическая форма поразительно хороша для сложившегося образа жизни и условий существования. Эббот владел приёмами шведской гимнастики, её же практиковал и Левик. Пристли удивился, что упражнения помогают от «синдрома пещерной спины» — ревматизма, порождённого лежанием в согнутом положении. Рассчитали, что на четырёхнедельное путешествие понадобится много мяса, 28 сентября был убит первый после зимовки императорский пингвин. Неделей раньше привели в порядок нарты, в том числе очистили от ржавчины полозья. Датой выхода Кемпбелл определил 22 сентября (Левик и Пристли предлагали двинуться 7 октября), но из-за обострения кишечной болезни Браунинга выход постоянно задерживался. 29 сентября вещи были упакованы, и экспедиционеры переселились в палатки, бросив своё логово. 30 сентября Кемпбелл выдал всем комплекты чистого белья и шерстяной одежды, после чего можно было отправляться. Первой целью было — перейдя ледник Дригальского, достигнуть залива Релиф, где имелся склад, заложенный ещё во времена экспедиции Шеклтона. За первую неделю удалось пройти всего 32 мили, поскольку погода была настолько плохой, что идти можно было только по компасу. Дикасон и Браунинг были очень слабы, но именно их возможности (включая частоту диарейных отправлений) определяли темп движения. Несмотря на резкое похолодание и изломанный пак, к 24 октября удалось пройти половину пути из 320 миль до мыса Эванса. Состояние Браунинга при этом постоянно ухудшалось, особенно после того, как кончились галеты. Скорость передвижения не превышала 7 миль в день. Поход также показал, что имевшиеся в распоряжении экспедиции карты крайне неточны. Наконец, достигнув мыса Бернакки (31 октября), полярники нашли объёмный провиантский склад и могли устроить «королевский пир». Смена рациона явно положительно сказалась на Браунинге: у него появились силы, и он впервые мог тянуть упряжку. Получив полноценные рационы, в период 27 октября — 2 ноября группа Кемпбелла совершала по 11 миль пути в день.
Повернув на восток, 2 ноября группа достигла мыса Баттер-Пойнт, разбив лагерь в трёх милях от него. По прямой до мыса Эванса оставалось 23 мили пути. Здесь вновь устроили «пир». Левик зафиксировал в дневнике, что съел полфунта сливочного масла, джем из крыжовника, галеты, изюм и инжир, а также вволю напился какао; настоял врач и на употреблении всеми бренди в «медицинских целях». Однако 3 ноября окончательно развалились вторые нарты — у них оторвался полоз. В этот же день, поддавшись эйфории, группа вышла на поле молодого тонкого льда и была вынуждена отступить. Было решено разделиться: Кемпбелл, Левик и Браунинг отправились за дополнительными припасами на мыс Баттер, а Пристли, Эббот и Дикасон должны были попытаться отремонтировать нарты, что так и не удалось. У Левика вдобавок окончательно прохудились саамские каньги. Лучшей новостью стало то, что Браунинг, хотя и устал, но уверенно проделал 18 миль пути с грузом 15 фунтов. Наконец, в 3:30 утра 5 ноября команда решила совершить финальный рывок. Миновав зоны молодого льда и старого льда, покрытого солью, всего в миле от базы на мысе Хат группа лишилась единственных нарт. С геологическими образцами оставили команду Левика, а Кемпбелл, Дикасон и Пристли пошли на базу Скотта за новыми нартами и пайками для ужина. Только 7 ноября около 15:30 группа Кемпбелла в полном составе вышла к мысу Эванса и обнаружила, что в хижине никого нет, хотя печка была разожжена. Оказалось, что оставшиеся учёные и моряки, включая Аткинсона, геолога Райта и туриста Черри-Гаррарда, ушли на поиски группы Скотта, не вернувшейся с Южного полюса. Впрочем, вскоре возвратились хранители базы — Дебенхэм и кок Арчер.

### Возвращение в Англию
Вернувшись на базу, группа Кемпбелла в первую очередь воспользовалась благами цивилизации. Левик писал в дневнике, что принял первую ванну после 9 месяцев антисанитарии и впервые за 304 дня заночевал под крышей. 11 ноября Левик совершил поход на мыс Хат, чтобы забрать образцы со сломанных нарт. Далее, ожидая основную команду, Левик и Кемпбелл набело переписывали свои дневники и составляли отчёт, а Пристли печатал свой дневник на машинке Черри-Гаррарда. 25 ноября на мыс Хат вернулась поисковая группа Аткинсона и нашла письмо Кемпбелла о возвращении Северной группы в полном составе. Черри-Гаррард утверждал, что это была лучшая новость за весь 1912 год вообще. Тем не менее состояние Левика и его товарищей было далеко от нормы. 8 ноября Кемпбелл отметил у себя отёки ног, которые принял за первые симптомы цинги. Левик тоже страдал от отёков, а также судорог икроножной мускулатуры. Тем не менее дёсны Кемпбелла были в полном порядке; тогда врач убил тюленя, и они съели его всей группой. После возвращения Аткинсона все были разочарованы, что опоздали к походу на Склад Одной тонны, близ которого упокоились тела Роберта Скотта и его товарищей. Левик переписал себе в дневник некоторые особо поразившие его детали рассказа Аткинсона и норвежца Трюгве Грана о состоянии тел погибших Скотта, Уилсона и Бауэрса. Однако в целом Северная партия не так переживала за командира, поскольку общение с ним прервалось почти два года назад.
После наступления 1913 года Кемпбелл, взявший на себя командование, распорядился начать забой тюленей на случай третьей зимовки. Оправившиеся 17 января на охоту Дикасон и Трюгве Гран первыми увидели приближение «Терра Новы». Эдвард Эванс первым приветствовал Кемпбелла, именно лейтенант оповестил его о гибели Скотта. 19 января, приведя в порядок зимовье, британская команда погрузилась на судно и отправилась вдоль побережья, чтобы забрать геологические образцы, оставленные в Гранит-харбор и на острове Инэкспрессибл. Бухты Эванса достигли 25 января, капитан Эванс и лейтенант Пеннелл утром 26-го посетили зимовье группы Кемпбелла и были потрясены. Эванс записал в дневнике, что Кемпбелл никогда не поверял ему подробностей, но увиденное свидетельствовало, что ни «один заключённый не испытывал такого дискомфорта». В тот же день экспедиция отплыла в Море Росса.
10 февраля «Терра Нова» прибыла в новозеландский порт Оамару. Большая часть членов команды отправилась рейсовыми лайнерами в Британию для ликвидации дел экспедиции и отчёта. Барк под командованием Пеннелла отплыл домой 13 марта, Левик остался на борту судовым врачом, будучи единственным на обратном пути участником береговых отрядов. 14 июня 1913 года экспедиция вернулась в Кардифф ровно через три года после отплытия. 24 июля Левик в числе прочих участников экспедиции был награждён Полярной медалью. 26 июля команда в последний раз собралась в полном составе на аудиенции в Букингемском дворце.

## Военный, медик, педагог (1914—1956)

### «Пингвины Антарктики»
Вернувшись на родину, 37-летний Левик опубликовал популярную книгу «Пингвины Антарктики — исследование социальных привычек», а также материал о гнездовании пингвинов Адели в журнале «Nature». Книга, несмотря на небольшой объём и доступность для рядовых читателей, была тепло встречена специалистами-орнитологами, заложив, в определённой степени, антропоморфизацию облика пингвинов, в том числе и в массовой культуре; биология пингвинов более глубоко стала исследоваться только после 1950-х годов. Дуглас Рассел обнаружил также единственный сохранившийся экземпляр рукописи Левика о сексуальном поведении пингвинов, которая была отпечатана для служебного пользования в 100 экземплярах в 1915 году. Тем не менее данная работа профессиональным биологам осталась неизвестной и никогда не цитировалась; негативную роль при этом могла сыграть деятельность куратора Музея естествознания Сидни Хармера. Объяснялось это несоответствием канону викторианской морали, поскольку Левик обращал внимание на сексуальные девиации, как-то: аутоэротизм, некрофилию, сексуальное принуждение и насилие, гомосексуальное поведение. Материалы, изложенные в брошюре о сексуальном поведении пингвинов, содержались в его дневнике от 17 и 25 октября, 10 ноября и 5 декабря 1911 года; причём данные пассажи были записаны кодом греческими буквами, использованным непоследовательно. В общем, Левик не пытался истолковать или объяснить причины такого поведения; эмоционально ему данные явления были неприятны и обозначались как «разврат» или «содомия», описания, вероятно, не предназначались для открытой печати.

### Война и женитьба
В январе 1915 года Левик был принят в штат военного госпиталя Сент-Джорджс-Хилл в Уэйбридже. Окончив научные труды, во время Первой мировой войны Мюррей Левик продолжил морскую службу, участвовал в Галлиполийской операции на борту HMS Bacchante. В 1915 году был повышен до флотского врача, а затем до врача-коммандера. 18 июля 1915 года датировано его сохранившееся письмо, адресованное Мэйсону Моссу Битону. Он описывал, что покинул свой крейсер без разрешения начальства, поскольку на пароходе «Сатурния» было более 700 эвакуируемых беженцев и ни одного врача. После четырёх дней непрерывной работы его забрали военные власти и Левик писал, что рассчитывал попасть под трибунал, чтобы хоть как-то обратить внимание общественности на проблемы беженцев. Битон был сыном Изабеллы Битон, журналистки, автора знаменитой поваренной книги. Вероятно, знакомство с Битоном объяснялось тем, что летом 1915 года 24-летняя дочь Мэйсона — Эдит Одри — проходила в госпитале Сент-Джордж курсы лечебного массажа для солдат-инвалидов. История с беженцами закончилась для Левика тем, что он даже не получил взыскания, но в 1916 году был уволен из военно-морского флота «за профессиональной непригодностью». Левик после 1916 года устроился физиотерапевтом Тутингской больницы в Лондоне, даже опубликовал работу об электростимуляции больных «траншейной стопой»; биологией пингвинов он больше никогда не занимался. Мюррей и Одри (оба предпочитали вторые имена) венчались 16 ноября 1918 года в Лондоне в церкви Христа в Вестминстере. Одри Битон-Левик профессионально занималась лякроссом и в конце жизни возглавляла Всеанглийскую ассоциацию женского лякросса.

### Между мировыми войнами
8 декабря 1920 года родился сын Одри и Мюррея Левиков, названный Родни Битон Мюррей. После рождения сына Левик работал физиотерапевтом в больнице Св. Фомы в Лондоне, где в конце концов возглавил отделение электротерапии. Далее он занимал ту же должность в ортопедической больнице Шепердс Буш. В 1923 году его назначили заведующим медицинским отделением школы для детей-калек (в основном больных туберкулёзом и слепых) в Норт-Чейли, в 40 милях к югу от Лондона. Эту должность с перерывами он занимал до 1950 года. Также Левик совмещал эту работу с детской больницей Виктории в Челси, где одним из первых практиковал лечение светом (там же работала его жена). Эксперименты 1929—1930 годов показали практическую бесполезность светотерапии, но Левик оставался её горячим поклонником. В начале 1930-х годов он также возглавил программу по обучению незрячих людей профессиям массажиста и физиотерапевта. Врач, вероятно, почти не поддерживал связи с товарищами по экспедиции в Антарктиду; впрочем, в архиве осталась его записная книжка с координатами бывших сотоварищей. Сохранилась фотография, на которой запечатлены Эпсли Черри-Гаррард и его тогдашняя подруга во время визита к Левикам в 1926 году.
В 1932 году Левик основал Школьное исследовательское общество, которое вывозило юношей 16—18 лет, обучавшихся в публичных школах, в пустынные районы Скандинавии и Канады для обучения выживанию в дикой природе с попутными наблюдениями над геологией и биологией. Главой этого общества Левик оставался до самой кончины. Первоначально поездки совершались в окраинные районы Ньюфаундленда, первая экспедиция состоялась в 1934 году, тогда Левика сопровождали жена и сын, а также три ассистента, в том числе журналист Дэннис Кларк. В команду учащихся входил и будущий писатель Роальд Даль, оставивший нелицеприятные воспоминания об авторитаризме начальника (за глаза его величали «Адмиралом», которым он не являлся). Поход по Ньюфаундленду от Сент-Джонса длился четыре недели, каждый из пятидесяти его участников заплатил 35 фунтов стерлингов. Левик лично возглавлял поездки до 1939 года и в 1947 году. Самой многолюдной была экспедиция 1937 года, в которой участвовали 77 юношей, в том числе 17-летний Родни Левик, обучавшийся в Рагби. В этот раз произошло несчастье: выпускник Хэрроу 18-летний Эдвард Герни 11 августа 1937 года сорвался со скалы, куда забрался без разрешения, пожелав обозреть большой водопад у истоков реки Траут.

### Вторая мировая война и последние годы жизни
В 1940 году, после начала Битвы за Англию, сын Левика Родни окончил военно-инженерное училище и получил чин второго лейтенанта. Годом ранее 62-летний Левик вернулся в Королевский флот в учебный центр по подготовке коммандос, был также консультантом при подготовке операции «Трейсер». Миссия никогда не была реализована, но Левик продолжал тренировать коммандос в замке Лохайлорт. Главным его предметом были выживание и психологическая подготовка к нему, в 1944 году он опубликовал пособие по выживанию. После выхода в отставку Левик жил в собственном доме в Полтиморе, где и скончался от рака простаты, не дожив нескольких недель до восьмидесятилетия. Вдова пережила его на двадцать четыре года; сын Родни скончался в 1999 году. К моменту опубликования биографии Левика (2019 год) в его доме ещё сохранялась обстановка и множество реликвий, включая фотографии, экспедиционное снаряжение и прочее.

## Память
После кончины Джордж Мюррей Левик удостоился некролога в «Географическом журнале». После кончины в 1980 году его вдова также была отмечена некрологом в том же журнале. В 2013 году праздновалось столетие основания лякросса, поэтому в Университете Бедфордшира был создан архив женского лякросса имени Одри Левик. Ввиду того, что сам Мюррей Левик не являлся публичной персоной, первые его биографии стали появляться только в 2010-е годы, вслед за введением в научный оборот новых источников по экспедиции Р. Скотта (в том числе рукописной главы Левика о сексуальных девиациях в поведении пингвинов). Личные фонды Левика преимущественно сохранились в архиве Восточного Суссекса. Они начали формироваться после передачи документов Chailey Heritage, финансировавшего детскую больницу, в которой служил Левик; летом 2014 года были переданы и документы гелиолечебницы в Бишопстоне, а также личный фотоальбом и бумаги времён Второй мировой войны. Одно из писем Левика родным (представляющее собой изложение его дневника от 29 ноября 1910 по 29 января 1911 года на 26 страницах) было продано 25 сентября 2008 года с аукциона Christie's. Оригинальные журналы наблюдений Левика за пингвинами и его антарктические дневники в 2020 году были приобретены лондонским Музеем естествознания. В 2012 году в хижине Скотта на мысе Эванса было обнаружено письмо-дневник Левика от 19 января 1913 года со скрупулёзным перечислением сделанных им в Антарктике фотографий. На Земле Виктории его именем названа гора Левика.
Новозеландский биолог Ллойд Спенсер Дэвис в 2019 году опубликовал первую биографию Левика в книжной форме, основываясь как на всех известных к тому времени источниках, так и на собственном антарктическом опыте. По мнению рецензента — профессора Геттисбергского колледжа Л. Маршалла, в книге показан «Левик-наблюдатель и талантливый учёный». Впрочем, журналист Кэролайн Грэмблинг называла книгу «многословной» и укоряла автора, что тот не попытался выяснить причины, по которым Левик скрывал свои открытия в области половой жизни пингвинов.

## Публикации
- G. Murray Levick. The Nesting Habits of Adélie Penguins (Pygoscelis Adeliæ) // Nature. — 1914. — 13 августа. — P. 612—614. — doi:10.1038/093612a0.
- Antarctic Penguins; A Study of their Social Habits / By Dr. G. Murray Levick, R. N. Zoologist to the British Antarctic Expedition [1910—1913]. — London : William Heinemann[англ.], 1914. — X, 140 p.
- Levick G. M. A gun for a fountain pen: Antarctic journal, November 1910 — January 1912. — West Perth, Western Australia : Australian Capital Equity, 2012. — 207 p. — ISBN 978-0-9873-6060-1.